# Druvgamander
Druvgamander (Teucrium botrys) är en växtart i familjen Kransblommiga växter.